# Verticordia setacea
Verticordia setacea är en myrtenväxtart som beskrevs av Alexander Segger George. Verticordia setacea ingår i släktet Verticordia och familjen myrtenväxter. Inga underarter finns listade i Catalogue of Life.